# Paso de la Amada

Paso de la Amada e altri siti del Periodo Formativo, circa 900 a.C.

Paso de la Amada è un sito archeologico nello stato messicano del Chiapas, nella regione di Soconusco del Mesoamerica. La città fu occupata dal 1800 a.C. al 1000 a.C., e si estendeva su un territorio di 50 ettari.
Paso de la Amada è conosciuto in quanto è il sito in cui è stata trovata la piazza da gioco della palla più antica, fungendo da "prova" efficace per dimostrare un effettivo contatto avvenuto tra Olmechi e Maya nella regione.

## Scoperta e scavi
Il sito venne scoperto nel 1974 da Jorge Fausto Ceja Tenorio, che in seguito condusse degli scavi nella zona. John E. Clark e Michael Blake condussero alcune ricerche con l'idea che i tumuli potessero dare informazioni riguardanti la struttura sociale del periodo Formativo Iniziale.
Gli scavi effettuati in un sito vicino, San Carlos, hanno contribuito a spiegare diversi ritrovamenti a Paso de la Amada, aggiungendo la possibilità di una relazione tra le persone dei due siti.

## Giardino del gioco della palla
Nel 1995, alcuni archeologi scoprirono i resti di un campo per il gioco della palla, risalente al 1400 a.C., considerato il primo mai costruito in mesoamerica. Il giardino misura circa 80 metri in lunghezza e 8 in larghezza, situato tra due tumuli paralleli. 
Il giardino non era situato come al solito in un centro cerimoniale ma vicino a case abitate da persone di alto rango, ed era probabilmente riservato per l'alta casta della società.

## Influenza olmeca
Secondo l'archeologo Richard Diehl, i primi mercanti Olmechi giunsero a Paso de la Amada intorno al 1150 a.C. o anche prima, e la loro visita portò a un cambiamento della gerarchia sociale, con la salita al potere di Cantón Corralito che con il tempo si sostituì a Paso de la Amada come potenza regionale..